# Призрак и Молли Макги
«Призрак и Молли Макги» (англ. The Ghost and Molly McGee) — американский мультсериал, созданный Биллом Моцем и Бобом Ротом, премьера которого состоялась 1 октября 2021 года на телеканале Disney Channel.

## Сюжет
Дружелюбная девочка Молли Макги вместе со своей семьёй переезжает в давно пустующий дом. Оказывается, на его чердаке обитает ворчливый призрак по имени Скрэч, который попал туда по решению «Призрачного совета» и должен вселять страх и ужас в горожан. Все попытки Скрэча напугать новых жильцов оборачиваются неудачей: его страшилки и пакости только веселят Молли, а проклятье, которое Скрэч на неё насылает, срабатывает против него самого. С этого момента сварливое привидение вынуждено жить бок о бок с доброй и энергичной девочкой, мечтающей сделать мир лучше.

### Сезон № 1
Всё начинается с призрачного мира,где "Призрачный Совет" проверяет приведений на их способность пугать, милый и неудачных призраков в так называемый "Поток неудачных фантомов". Один из проверяемых призраков, Скреч , несмотря на то что он достаточно хорошо пугает людей, находится в весьма недружелюбных отношениях с Призрачным Советом, особенно с его главой - Председателем.

## Персонажи

### Главные
- Молли Макги (озвучивает Эшли Бёрч) — оптимистичная девочка ирландского и тайского происхождения, которая хочет сделать мир лучше. Она держит это в секрете почти от всех, кроме семьи подруги Либби. Также показано, что она не любит фокусников, так как считает их мошенниками[3].
- Скрэч (озвучивает Дана Снайдер) — худший друг Молли Макги. Сварливый призрак, который был проклят и теперь обязан быть рядом с Молли. Его не видит никто из людей, кроме семьи МакГи и Либби. Его любимый член семьи МакГи — бабушка Нин, потому что у неё есть тайские закуски. Его работа состоит в том, чтобы пугать людей, однако ему нравится проводить время с Молли, несмотря на то, что он проклят[3].
- Пит Макги — отец Молли Макги.
- Шерон Макги — мама Молли Макги.
- Дэррил Макги — озорной младший брат Молли Макги[4].

### Второстепенные
- Либби Штейн-Торес (озвучивает Лара Джилл Миллер) — лучшая подруга Молли, любит черепах. Когда нервничает, прячет голову в воротник водолазки. По национальности является еврейкой.
- Андрия Дэйвенпорт (озвучивает Джулия Медкрафт) — заклятый враг Молли. Она очень чувствительна к тому, как произносят её имя.
- Миссис Руп (озвучивает Джейн Лич) — учитель в средней школе Брайтон.
- Миссис Штейн-Торес (озвучивает Памела Адлон) — мама Либби Штейн-Торес. Главная фанатка своей дочери.
- Председатель — глава Призрачного Совета,обладающий огромной мощью и ответственностью, питался страхом и отчаянием людей. В финале первого сезона был уничтожен "радостью" Молли,и после этого его место с Призрачном Совете и титул взял Скреч. Имеет волшебную мантию, которую и носил, она способна сделать любого призрака равным Председателю.

## Производство
Изначально Билл Моц и Боб Рот предложили идею данного мультсериала под названием «Проклятье Молли Макги» для Nickelodeon, однако он отказался от него.
После окончания работы Билла Моца и Боба Рота над «Lego Star Wars: The Freemaker Adventures» Disney подписал с ними договор, а также рассмотрел идею их мультсериала и дал зелёный свет.
23 июня 2019 года Disney Channel подтвердил, что сериал находится в разработке. 24 сентября 2020 года Эшли Бёрч и Дэна Снайдер присоединились к озвучиванию сериала. В тот же день название было изменено на «Призрак и Молли Макги».
31 августа 2021 года, за месяц до премьеры, сериал был продлён на второй сезон.

## Список серий

### Сезоны
| Сезон | Сезон | Количество эпизодов | Количество серий | Показ (Disney Channel)       |
| Сезон | Сезон | Количество эпизодов | Количество серий | США                          |
| ----- | ----- | ------------------- | ---------------- | ---------------------------- |
|       | 1     | 20                  | 40               | 1 октября 2021 — 9 июля 2022 |
|       | 2     | ТВА                 | TBA              | 1 апреля 2023 - TBA          |

### Первый сезон (2021—2022)
| №  | Название                                            | Автор(ы) сценария                                            | Режиссёр(ы)                                            | Показ в США     | Произв. код |
| -- | --------------------------------------------------- | ------------------------------------------------------------ | ------------------------------------------------------ | --------------- | ----------- |
| 1  | «Проклятье» «Страхи новичка»                        | Билл Моц, Боб Рот                                            | Стивен Хеневельд Сэм Кинг                              | 1 октября 2021  | 101         |
| 2  | «Вопящая Харриет» «(Противо)естественные»           | Чарли Фельдман, Сэмми Кроули Билл Моц, Боб Рот, Кэти Гринвэй | Сэм Кинг Стивен Хеневельд                              | 2 октября 2021  | 102         |
| 3  | «Давайте вернём сцену» «Величайший концерт»         | Кэти Гринвэй Пол Ченг                                        | Сэм Кинг Стивен Хеневельд                              | 9 октября 2021  | 103         |
| 4  | «Мама на подработке» «Да здравствует Молливуд!»     | Кэти Гринвэй Питер Лимм                                      | Сэм Кинг Стивен Хеневельд                              | 16 октября 2021 | 104         |
| 5  | «Не такой уж честный Эйб» «Из лучших бабуль-ждений» | Маля Уильямс, Мэдисон Бэйтман Синтия Фьюри                   | Сэм Кинг Стивен Хеневельд                              | 23 октября 2021 | 105         |
| 6  | «Мазаль тов, Либби!» «Не доброе дело»               | Пери Сэджел Сэмми Кроули                                     | Сэм Кинг Стивен Хеневельд                              | 30 октября 2021 | 106         |
| 7  | «Вечер игры» «Недоброделка»                         | Питер Лимм Синтия Фьюри                                      | Сэм Кинг Стивен Хеневельд, Сэм Кинг                    | 19 февраля 2022 | 107         |
| 8  | «Монументальная катастрофа» «Шоу талантов»          | Пол Ченг Питер Лимм                                          | Джонни Кастучиано, Сэм Кинг Стивен Хеневельд, Сэм Кинг | 13 ноября 2021  | 108         |
| 9  | «Проще пареной брюквы» «На нет и суда нет»          | Мэдисон Бэйтман Сэмми Кроули                                 | Стивен Хеневельд Джонни Кастучиано                     | 6 ноября 2021   | 109         |
| 10 | «Первое знакомство» «Дружба врозь»                  | Сэмми Кроули Пол Ченг                                        | Джонни Кастучиано Сэм Кинг                             | 20 ноября 2021  | 110         |
| 11 | «Фестиваль света» «Спасая Рождество»                | Пери Сэджел Питер Лимм                                       | Джонни Кастучиано Стивен Хеневельд                     | 27 ноября 2021  | 111         |
| 12 | «Ледяная принцесса» «На старт, внимание, снег!»     | Питер Лимм Сэмми Кроули                                      | Стивен Хеневельд Джонни Кастучиано                     | 12 февраля 2022 | 112         |
| 13 | «Призрак под следствием» «Двойной переполох»        | Пол Ченг Синтия Фьюри                                        | Сэм Кинг                                               | 26 февраля 2022 | 113         |
| 14 | «Коза-дереза» «Очень голодный призрак»              | Синтия Фьюри Пери Сэджел                                     | Стивен Хеневельд Джонни Кастучиано                     | 5 марта 2022    | 114         |
| 15 | «Тактика запугивания» «Плохой парень Бобби Даниелс» | Сэмми Кроули Пол Ченг                                        | Сэм Кинг Стивен Хеневельд                              | 12 марта 2022   | 115         |
| 16 | «Гражданка МакГи» «Практика»                        | Питер Лимм Синтия Фьюри                                      | Джонни Кастучиано Стивен Хеневельд                     | 11 июня 2022    | 116         |
| 17 | «Счастливая монетка» «Замок и ключ к спасению»      | Пол Ченг Сэмми Кроули                                        | Сэм Кинг Джонни Кастучиано                             | 18 июня 2022    | 117         |
| 18 | «Прощай, милый дом» «Дом там, где страшилки»        | Синтия Фьюри Пол Ченг                                        | Сэм Кинг Стивен Хеневельд                              | 25 июня 2022    | 118         |
| 19 | «Пугать, значит заботиться» «Ночное бдение»         | Пери Сэджел Сэмми Кроули, Синтия Фьюри                       | Джонни Кастучиано Сэм Кинг                             | 2 июля 2022     | 119         |
| 20 | «Песенка спета» «Молли против мира призраков»       | Мэдисон Бэйтман                                              | Стивен Хеневельд Джонни Кастучиано                     | 9 июля 2022     | 120         |

### Второй сезон (2023—2024)
| №  | Название                                                   | Автор(ы) сценария         | Режиссёр(ы)                            | Показ в США     | Произв. код |
| -- | ---------------------------------------------------------- | ------------------------- | -------------------------------------- | --------------- | ----------- |
| 21 | «The New (Para)Normal»                                     | Мэдисон Бэйтман           | Сэм Кинг, Стивен Хеневельд             | 1 апреля 2023   | 201         |
| 22 | «Book Marks the Sprite» «Double, Double, Darryl & Trouble» | Пол Ченг Сэмми Кроули     | Джонни Кастучиано Сэм Кинг             | 8 апреля 2023   | 202         |
| 23 | «Слабость искусства» «Сода, чтобы запомнить»               | Миа Резелла Брэндон Хоанг | Стивен Хеневельд Джонни Кастучиано     | 15 апреля 2023  | 203         |
| 24 | «A Period Piece» «В Солнцеляндии всегда солнечно»          | Пери Сэджел Пол Ченг      | Сэм Кинг Стивен Хеневельд              | 22 апреля 2023  | 204         |
| 25 | «Кукла для смерти» «The (After)life of the Party»          | Миа Резелла Сэмми Кроули  | Джонни Кастучиано и Стив Хирт Сэм Кинг | 6 мая 2023      | 205         |
| 26 | «I Wanna Dance with Some-Ollie» «Davenport's on Demand»    | Брэндон Хоанг Пол Ченг    | Стивен Хеневельд Джонни Кастучиано     | 29 апреля 2023  | 206         |
| 27 | «Like Father Like Libby» «Dance Dad Revolution»            |                           |                                        | 15 июля 2023    | 207         |
| 28 | «Кошмары на Главной улице»                                 | Неизвестно                | TBA                                    | 13 мая 2023     | 208         |
| 29 | «White Christmess» «Perfect Day»                           |                           |                                        | 1 декабря 2023  | 209         |
| 30 | «Jinx!» «Let's Play Turnipball!»                           |                           |                                        | 22 июля 2023    | 210         |
| 31 | «All Shark No Bite» «Nin-dependence»                       |                           |                                        | 8 июля 2023     | 211         |
| 32 | «The Ghost IS Molly McGee» «All in the Mind»               |                           |                                        | 29 июля 2023    | 212         |
| 33 | «The Unhaunting of Brighton Video» «100% Молли Макги»      |                           |                                        | 20 мая 2023     | 213         |
| 34 | «Carbon Zero Heroes» «Davenport's in Demise»               |                           |                                        | 5 августа 2023  | 214         |
| 35 | «Web of Lies» «Kenny's Falling Star»                       |                           |                                        | 12 августа 2023 | 215         |
| 36 | «Welcome to NecroComic-Con» «Fit to Print»                 |                           |                                        | 28 октября 2023 | 216         |
| 37 | «Smile Valley Farm» «The Grand Gesture»                    |                           |                                        | 4 ноября 2023   | 217         |
| 38 | «The Many Lives of Scratch» «Alaka-Sham!»                  |                           |                                        | 11 ноября 2023  | 218         |
| 39 | «F.O.N.A.A.!» «Game On»                                    |                           |                                        | 18 ноября 2023  | 219         |
| 40 | «Jinx vs. The Human World»                                 | Неизвестно                | TBA                                    | 13 января 2024  | 220         |
| 41 | «The End»                                                  | Неизвестно                | TBA                                    | 13 января 2024  | 221         |

## Критика и отзывы

### Награды и номинации
Мультсериал получил номинацию за выдающиеся достижения в раскадровке анимационной телевизионной/медийной продукции на премии «Энни» в 2022 году.